# Fufez
Fufez – wieś w Rumunii, w okręgu Sălaj, w gminie Halmășd. W 2011 roku liczyła 15 mieszkańców.